# Судебные разбирательства по изменению климата
Судебные разбирательства по изменению климата, также известные как судебные разбирательства, связанные с изменением климата — новый свод экологического права, использующий правовую практику и прецедент для дальнейших усилий по смягчению последствий изменения климата со стороны государственных учреждений, таких как правительства и компании. Перед лицом медленной политики изменения климата, откладывающей смягчение последствий изменения климата, активисты и юристы активизировали усилия по использованию национальных и международных судебных систем для продвижения этих усилий.
С начала 2000-х годов правовая база для борьбы с изменением климата становится все более доступной через законодательство, и все большее количество судебных дел привело к разработке международного свода законов, связывающего действия по борьбе с изменением климата с правовыми проблемами, связанными с конституционным правом, административным правом, частным правом, законом о защите потребителей или права человека. Многие из успешных примеров и подходов были сосредоточены на продвижении потребностей климатической справедливости и школьной забастовки за климат.
После решения 2019 года по делу Государство Нидерланды против Фонда Ургенды, которое установило обязательные требования для государства Нидерланды по решению проблемы изменения климата, привело к растущей тенденции успешных выигранных дел активистов в мировых судах. В 2019 году количество действий резко возросло, и по состоянию на февраль 2020 года Norton Rose Fulbright опубликовала обзор, в котором выявлено более 1400 случаев в 33 странах. В начале 2020 года больше всего ожидающих рассмотрения дел в любой стране находилось в США, где слушалось более 1000 дел.

## Виды действий
Климатические споры обычно связаны с одним из пяти типов судебных исков:
Конституционное право — сосредоточено на нарушениях конституционных прав государством.
Административное право — оспаривание достоинств принятия административных решений в рамках существующих действующих законов, например, при выдаче разрешений на проекты с высоким уровнем выбросов.
Частное право — оспаривание корпораций или других организаций за халатность, неудобства, посягательство, общественное доверие и неосновательное обогащение.
Мошенничество или защита потребителей — обычно бросают вызов компаниям за искажение информации о воздействии на климат.
Права человека — утверждение, что бездействие в связи с изменением климата не защищает права человека.

## По странам

### Австралия
По состоянию на февраль 2020 года Австралия занимала второе место в мире по количеству нерассмотренных дел — почти 200 дел.

### Германия
В 2021 году Верховный конституционный суд Германии постановил, что меры правительства по защите климата недостаточны для защиты будущих поколений и что правительству необходимо до конца 2022 года усовершенствовать свой Закон о защите климата.

### Республика Ирландия
В июле 2020 года организация «Друзья окружающей среды Ирландии» выиграла историческое дело против правительства Ирландии за то, что оно не приняло достаточных мер для решения климатического и экологического кризиса. Верховный суд Ирландии постановил, что Национальный план смягчения последствий ирландского правительства на 2017 год является неадекватным, указав, что в нём недостаточно подробностей о том, как он может сократить выбросы парниковых газов.

### Нидерланды
Нидерланды взяли на себя обязательство сократить выбросы углекислого газа с уровней 1990 года на 49 % к 2030 году с различными промежуточными целями. Однако Голландское агентство по оценке окружающей среды определило, что страна не сможет достичь поставленных на 2020 год целей.

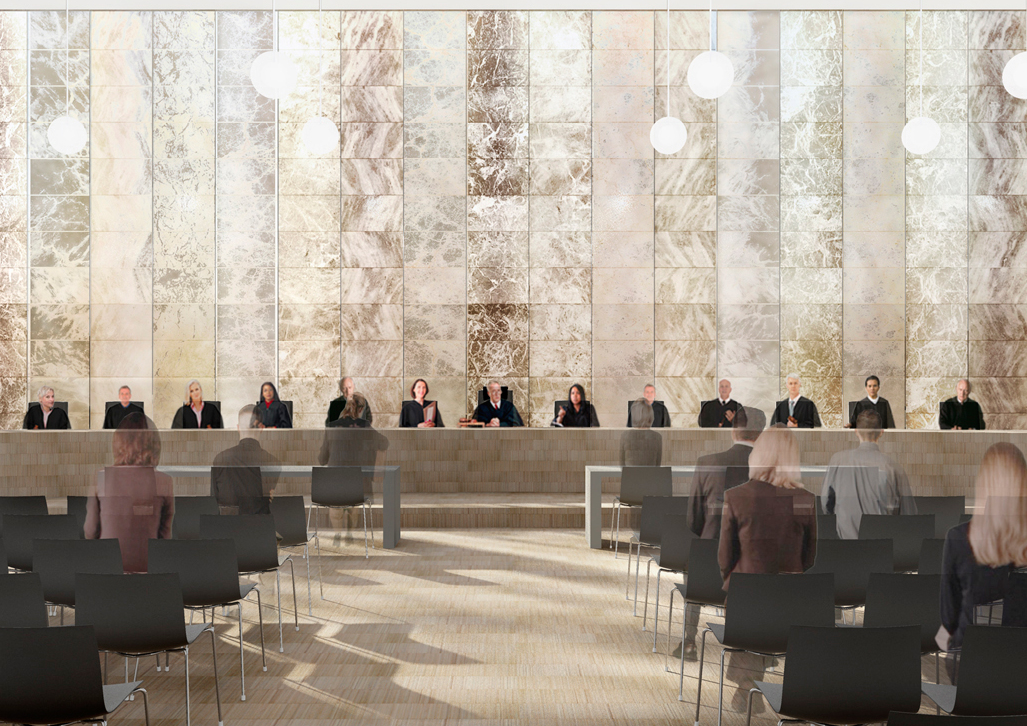
В 2019 году Верховный суд Нидерландов подтвердил, что правительство должно сократить выбросы углекислого газа, поскольку изменение климата угрожает здоровью человека.

В 2012 году голландский юрист Роджер Кокс высказал идею судебного вмешательства для принятия мер против изменения климата. В 2013 году фонд Urgenda Foundation с 900 соистцами подал иск против правительства Нидерландов «за непринятие достаточных мер по сокращению выбросов парниковых газов, вызывающих опасное изменение климата».
В 2015 году Окружной суд Гааги постановил, что правительство Нидерландов должно делать больше для сокращения выбросов парниковых газов и защиты своих граждан от изменения климата (дело Urgenda по климату). Это было описано как «судебное решение, устанавливающее прецедент» и как «первый в мире иск о климатической ответственности».
По словам Джеймса Торнтона, исполнительного директора Client Earth: "Примечательно то, что он, по сути, основан на установленной науке и древнем принципе обязанности правительства проявлять осторожность. Эта аргументация применима в любой правовой системе и, безусловно, будет использоваться судами в других странах ". В 2018 году апелляционный суд в Гааге оставил в силе прецедентное решение, которое вынуждает правительство Нидерландов активизировать свои усилия по сокращению выбросов парниковых газов в Нидерландах.
В декабре 2019 года Верховный суд Нидерландов оставил решение без изменения. Таким образом, подтверждая, что правительство должно сократить выбросы углекислого газа на 25 % по сравнению с уровнями 1990 года к концу 2020 года на том основании, что изменение климата представляет опасность для здоровья человека.

### Великобритания
В декабре 2020 года три британских гражданина, Марина Трикс, Адетола Онамаде, Джерри Амоквандо, и благотворительная организация, занимающаяся рассмотрением климатических судебных разбирательств, Plan B, объявили, что они подали судебный иск против правительства Великобритании за то, что они не приняли достаточных мер для решения климатического и экологического кризиса. Истцы заявили, что они будут утверждать, что продолжающееся финансирование правительством ископаемого топлива как в Великобритании, так и в других странах представляет собой нарушение их прав на жизнь и семейную жизнь, а также нарушение Парижского соглашения и Закона Великобритании об изменении климата от 2008 года.

### Соединенные Штаты Америки
По состоянию на февраль 2020 года в США было больше всего нерассмотренных дел, в судебной системе находилось более 1000 дел. Примеры включают Коннектикут против ExxonMobil Corp. и Массачусетс против Агентства по охране окружающей среды.

#### Массачусетс против Агентства по охране окружающей среды
Одним из первых знаменательных судебных дел по изменению климата стало дело Массачусетса против Агентства по охране окружающей среды, решение по которому было принято Верховным судом Соединенных Штатов в 2007 году. Иск был подан несколькими штатами Америки против Агентства по охране окружающей среды после того, как Массачусетс против Агентства по охране окружающей среды отказалось регулировать выбросы углекислого газа и других парниковых газов в рамках своих обязанностей в соответствии с Законом о чистом воздухе в 2003 году. Агентство по охране окружающей среды утверждало, что их полномочия в соответствии с Законом о чистом воздухе заключались в регулировании «загрязнителей воздуха», которые, как они утверждали, заключались в двуокиси углерода и другие парниковые газы не подпадали под действие правил, поэтому не могли применять правила. Государства, такие как Массачусетс, утверждали, что эти выбросы могут привести к ущербу для их штатов, связанному с изменением климата, например, из-за повышения уровня океана, и, таким образом, эти выбросы следует рассматривать как вредные в соответствии с CAA и в пределах возможностей Агентства по охране окружающей среды по регулированию. В то время как Агентство по охране окружающей среды первоначально выиграло в Апелляционном суде, Верховный суд своим решением 5-4 согласился с утверждениями о том, что углекислый газ и другие парниковые газы являются вредными, и потребовал, чтобы Агентство по охране окружающей среды регулировало их.

#### Джулиана против Соединенных Штатов
В 2015 году ряд молодых людей из Америки, представленных фондом «Наши дети», в 2015 году подали иск против правительства США, утверждая, что их будущая жизнь пострадает из-за бездействия правительства по смягчению последствий изменения климата. Хотя аналогичные иски были поданы и отклонены судами по многим причинам, Джулиана против Соединенных Штатов получила поддержку, когда окружной судья Энн Эйкен постановила, что дело заслуживает продолжения и что «климатическая система, способная поддерживать человеческую жизнь» была основное право согласно Конституции Соединенных Штатов. Правительство Соединенных Штатов с тех пор пыталось закрыть дело, оспаривая выводы Айкена, но оно все ещё находится на рассмотрении в суде.

### Европейский суд по правам человека
В сентябре 2019 года группа из шести детей и молодых людей из Португалии подала иск в Европейский суд по правам человека. При поддержке британской неправительственной организации Global Legal Action Network (GLAN) они утверждают, что для сохранения их физического и психического благополучия в будущем необходимы более жесткие меры по борьбе с изменением климата. Суд попросил 33 европейских правительства объяснить к февралю 2021 года, нарушает ли их неспособность решить проблему глобального потепления статью 3 Европейской конвенции о правах человека.

### Другие
После знаменательного решения Нидерландов в 2015 году группы в других странах попробовали такой же судебный подход. Например, группы обратились в суд, чтобы защитить людей от изменения климата в Бельгии, Индии, Новой Зеландии, Норвегии, Южной Африке, Швейцарии и Соединенных Штатах.
В Пакистане в 2015 году Высший суд Лахора по делу Асгар Легари против Пакистана постановил, что правительство нарушило Национальную политику в области изменения климата от 2012 года и Основы реализации политики в области изменения климата (2014—2030 годы), не достигнув целей, установленных в программе. Суд потребовал сформировать Комиссию по изменению климата, чтобы помочь Пакистану в достижении климатических целей страны.
В 2018 году десять семей из европейских стран, Кении и Фиджи подали иски против Европейского Союза за угрозы для их домов, вызванные выбросами парниковых газов ЕС.
Группа детей в Колумбии подала в суд на правительство, чтобы защитить Амазонку от вырубки лесов из-за вклада обезлесения в изменение климата. В 2018 году Верховный суд постановил, что тропический лес Колумбии является «субъектом прав», требующим защиты и восстановления.
В 2020 году административный суд во Франции потребовал, чтобы администрация Макрона пересмотрела свою политику по борьбе с изменением климата, чтобы убедиться, что она достаточно значительна для выполнения обязательств по Парижскому соглашению.

## По типу действия

### Между правительствами и компаниями
В Соединенных Штатах «Друзья Земли», Гринпис вместе с городами Боулдер, Аркейта и Окленд победили Экспортно-импортный банк США и Корпорацию частных зарубежных инвестиций (государственные предприятия правительства США), которые были обвинены в финансировании проектов по ископаемому топливу, наносящих ущерб стабильному климату, в нарушение Закона о национальной политике в области окружающей среды (дело было возбуждено в 2002 году и урегулировано в 2009 году).
В 2016 году правительственный орган Филиппин (Комиссия по правам человека) начал официальное расследование изменения климата в отношении 47 крупнейших мировых производителей углерода. Было установлено, что в 2019 году компании, работающие на ископаемом топливе, имеют юридическое обязательство действовать против изменения климата и могут нести ответственность за причиненный ущерб.
В 2017 году Саул Лучано Ллиуйя подал в суд на RWE, чтобы защитить свой родной город Уарас от вздувшегося ледникового озера, которое может вылиться из берегов.
В 2017 году Сан-Франциско, Окленд и другие прибрежные сообщества Калифорнии подали в суд на несколько компаний, работающих на ископаемом топливе, из-за повышения уровня моря.
В 2018 году город Нью-Йорк объявил, что он подает в федеральный суд пять компаний, занимающихся ископаемым топливом (BP, ExxonMobil, Chevron, ConocoPhillips и Shell), из-за их вклада в изменение климата (от которого город уже страдает).
В 2020 году Чарлстон, Южная Каролина, придерживался аналогичной стратегии.